# Eisbach
Eisbach er en flod i  den tyske delstat Rheinland-Pfalz, og en af Rhinens bifloder  fra venstre med en længde på 40 km. Den har sit udspring i Pfälzer Wald ved Ramsen, og løber gennem Eisenberg og Grünstadt, før den munder ud i Rhinen ved Worms. 
49°29′54″N 7°59′10″Ø / 49.4984°N 7.9861°Ø